# Lecco
Lecco er en italiensk by og kommune med ca. 47.000 indbyggere i hele kommunen, beliggende i bunden af den østlige gren af Comosøen. Byen er også hovedby i provinsen Lecco.
Floden Adda, som løber ind i Comosøens nordlige ende, løber videre fra søen ved Lecco på sin vej mod Po.